# 1990年の航空
< 1990年
1989年の航空 - 1990年の航空 - 1991年の航空

## 航空に関する出来事

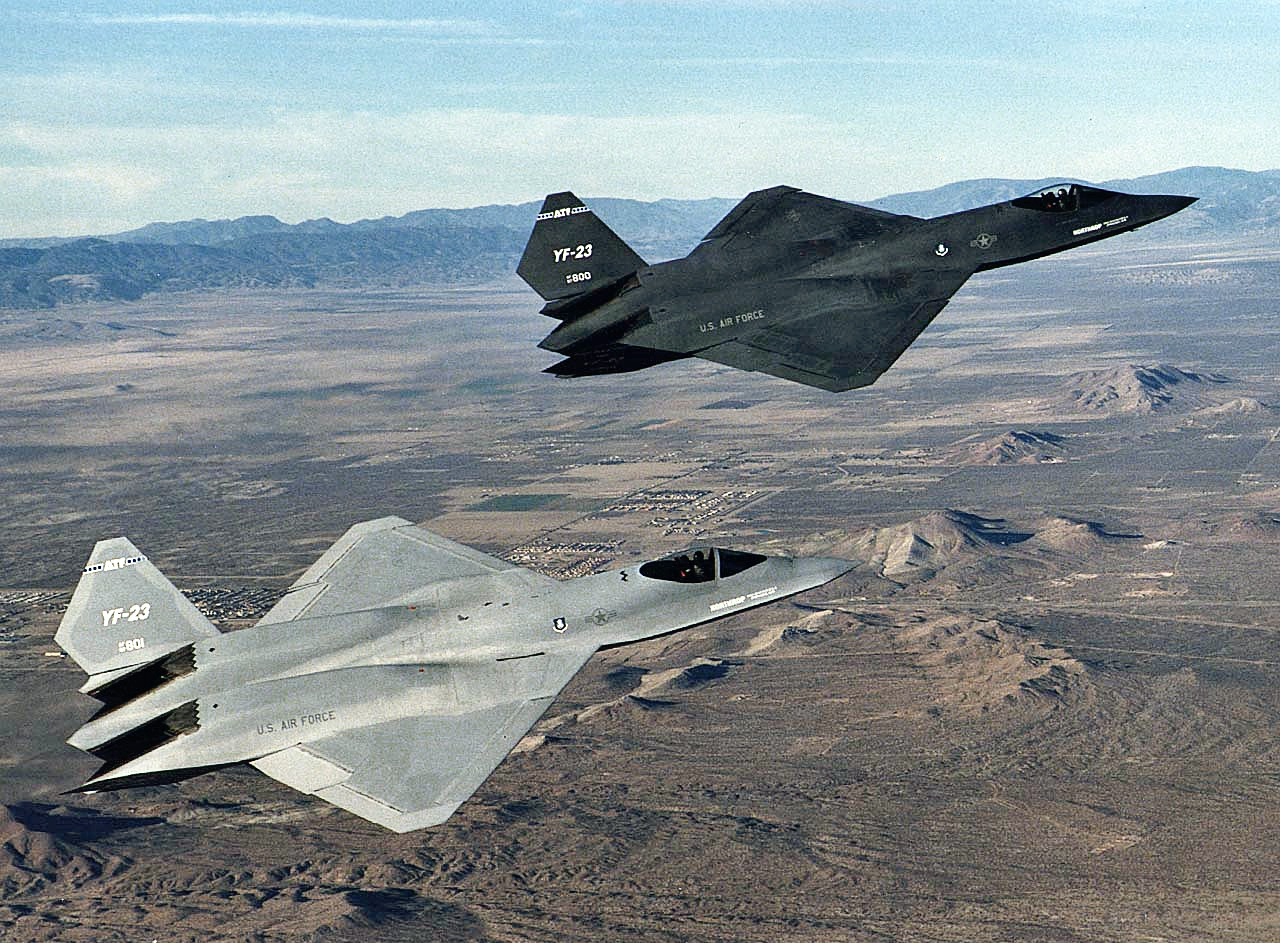
ノースロップYF-23

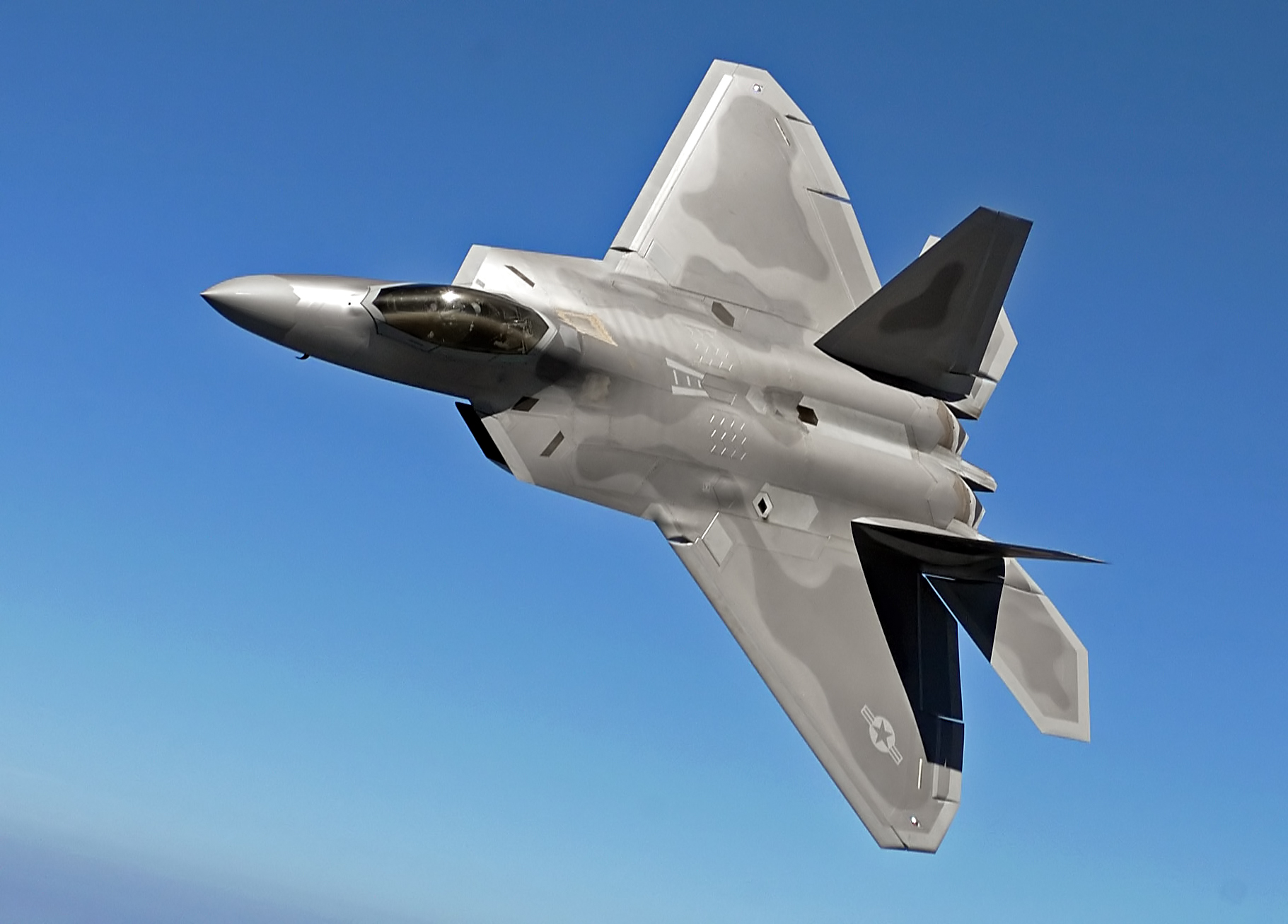
ロッキード・マーティン F/A-22

- 1月10日 - マクドネル・ダグラス MD-11が初飛行した。
- 1月26日 - 2機の新たなエアフォースワン（VC-25、747-200B改造機）の、1機目が引き渡される。
- 2月11日 - 南アフリカ初の攻撃ヘリコプター、AH-2 ローイファルク(AH-2　Rooivalk)が初飛行した。
- 3月10日 - ボーイング社として6,000機目の旅客機となるボーイング767-200が、ブリティッシュ・エアウェイズに引き渡された。
- 3月29日 - ソ連の地域路線用のターボプロップ双発旅客機、Il-114が初飛行した。
- 4月13日 - ソ連の戦闘爆撃機、Su-34が初飛行した。
- 5月1日 - MDヘリコプターズのノーター、MD 520Nが初飛行した。
- 6月 - 瀋陽桃仙国際空港を拠点として中国北方航空が設立された。
- 6月22日 - ボンバルディアが、リアジェットを買収した。
- 8月2日 - イラクがクウェートに侵攻（クウェート侵攻）。
- 8月27日 - ノースロップYF-23が初飛行した。
- 9月29日 - ロッキード・マーティン F/A-22 ラプターが初飛行。
- 10月2日 - 廈門航空のボーイング737旅客機が台湾行きを強要する男にハイジャックされた。広州白雲国際空港（旧空港）に着陸しようとして、犯人と機長がもみ合いになり着陸に失敗、空港に停機中の2機の旅客機と衝突した。廈門航空機の84人など合計132人が犠牲となった。（「廈門航空機ハイジャック事件」）
- 10月5日 - 日本航空のグループのチャーター便とウェット・リース便の会社、「ジャパンエアチャーター（JAZ）」（1999年にJALウェイズに改名）が設立された。
- 10月11日 - 米国とドイツ等の各国共同で推力偏向などの技術を導入した実験機、ロックウェル-MBB X-31が初飛行した。
- 11月21日 - 中国の南昌飛機製造公司とパキスタン航空複合企業体（PAC）が共同開発したジェット練習機、K-8 カラコルムが初飛行した。

## 1990年に初飛行した機体の画像

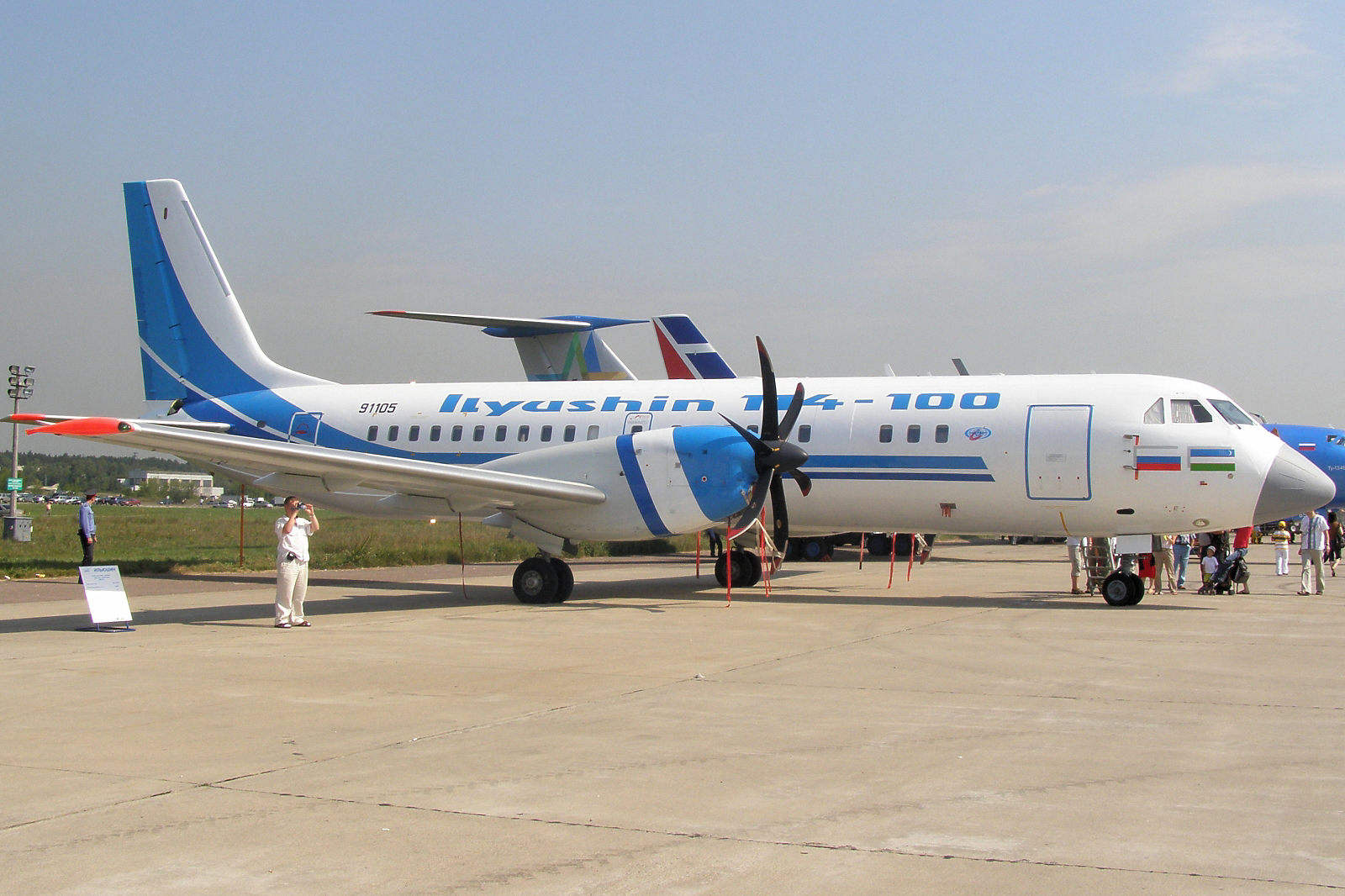
Il-114 （3月29日）
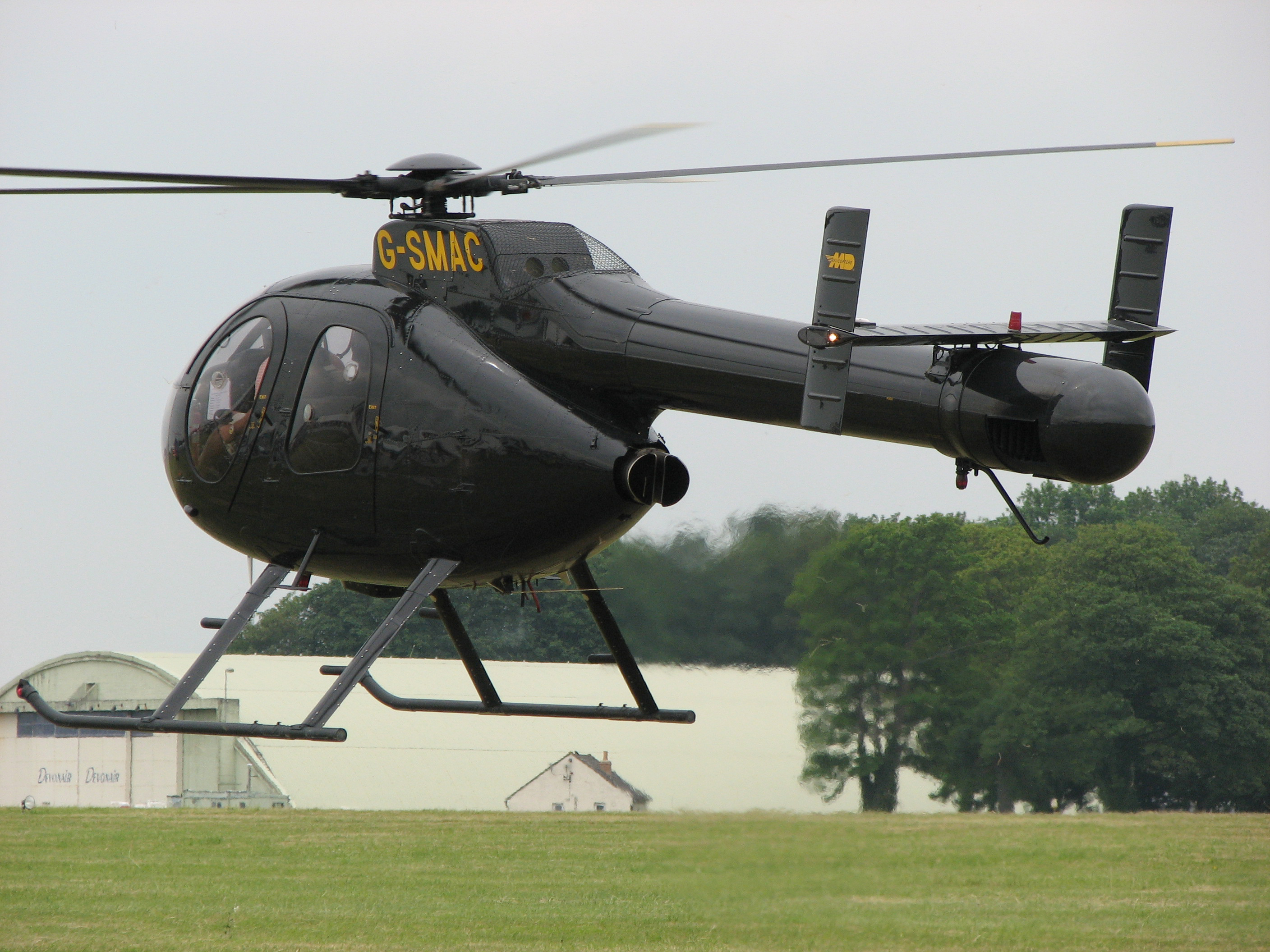
MD 520N （5月1日）
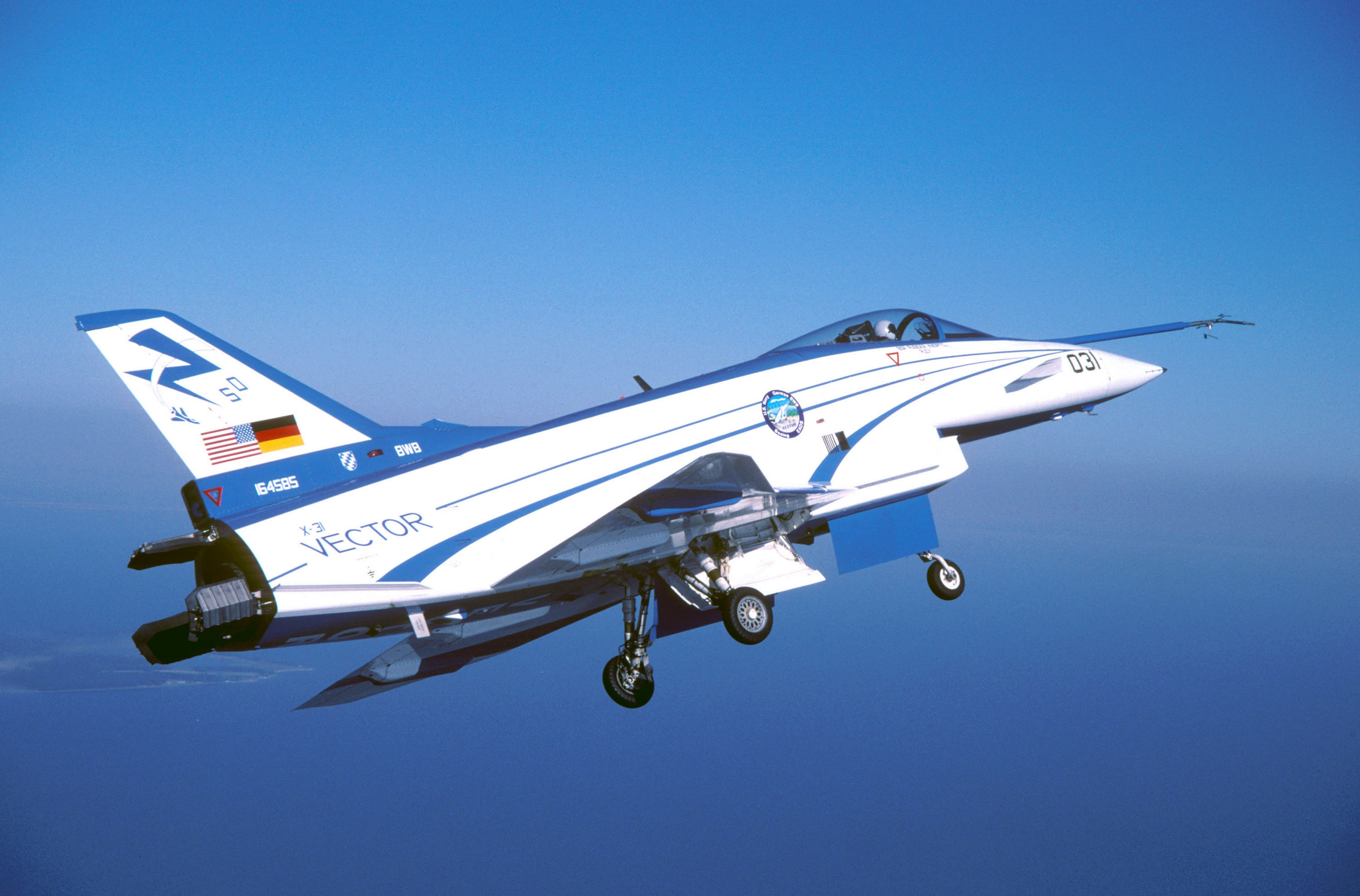
X-31 （10月11日）
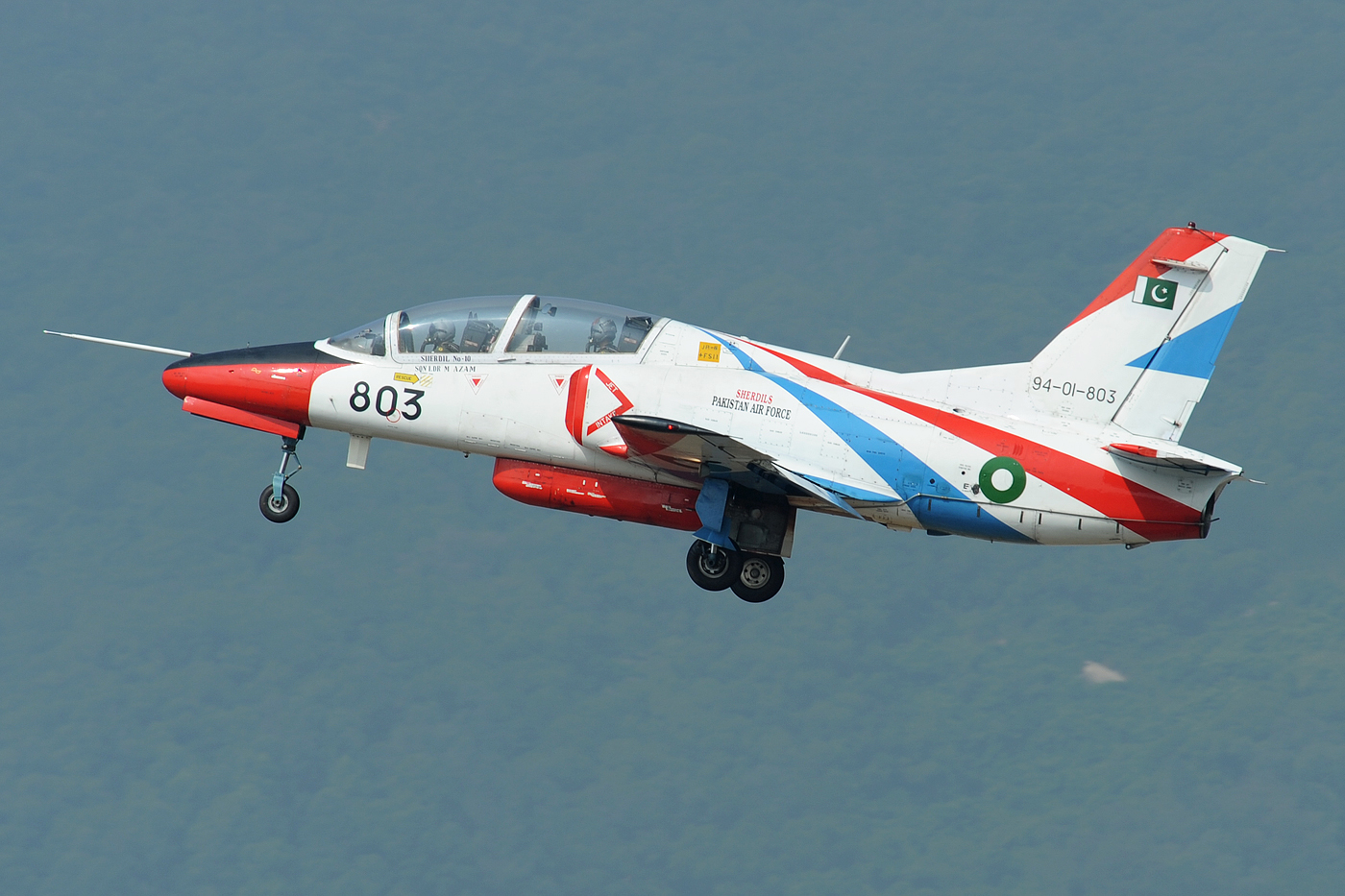
K-8 カラコルム （11月21日）

## 航空に関する賞の受賞者
- FAI・ゴールド・エア・メダル：Sabiha Gokcen(トルコ)
- デラボー賞：ウラジミール・チトフ (USSR)、ムサ・マナロフ(USSR)、アレクサーンドル・A・ヴォルコフ (USSR)、 ジャン＝ルー・クレティエン (France)